# Okręgowy Urząd Miar
Okręgowy Urząd Miar (OUM) – instytucja administracji państwowej, podlegająca Głównemu Urzędowi Miar, zajmująca się sprawowaniem nadzoru nad administracją miar na obszarze objętym jej działalnością. Razem z Głównym Urzędem Miar, Instytutami desygnowanymi oraz siecią laboratoriów wzorcujących i badawczych współtworzą krajowy system miar w Polsce.

## Zakres działalności
Działalność okręgowych urzędów miar obejmuje m.in
.:
- legalizacją i wzorcowanie przyrządów pomiarowych,
- wydawanie ekspertyz dot. przyrządów pomiarowych,
- udział w wykonywanych przez GUM badaniach przyrządów pomiarowych w celu zatwierdzenia typu,
- wykonywanie czynności związanych z nadzorem nad przestrzeganiem przepisów takich jak ustawy Prawo o miarach (Dz.U. z 2001 r. nr 63, poz. 636) i Ustawy o towarach paczkowanych (Dz.U. z 2009 r. nr 91, poz. 740) oraz współpracę w tym zakresie z administracją rządową i samorządową.

## Okręgowe urzędy miar w Polsce
W Polsce działa 10 okręgowych urzędów miar oraz 50 podległych im wydziałów zamiejscowych (stan 18.02.2019):
| Nazwa                                   | Siedziba  | Wydziały zamiejscowe                                              | Obszar działalności                                                         |
| --------------------------------------- | --------- | ----------------------------------------------------------------- | --------------------------------------------------------------------------- |
| Okręgowy Urząd Miar nr 1 w Warszawie    | Warszawa  | - Bronisze - Zamość - Siedlce - Płock - Lublin - Radom            | część woj. mazowieckiego, woj. lubelskie                                    |
| Okręgowy Urząd Miar nr 2 w Krakowie     | Kraków    | - Nowy Sącz - Przemyśl - Rzeszów - Tarnobrzeg - Tarnów            | woj. małopolskie i podkarpackie                                             |
| Okręgowy Urząd Miar nr 3 we Wrocławiu   | Wrocław   | - Brzeg - Jelenia Góra - Legnica - Nysa - Opole - Świdnica        | woj. dolnośląskie i opolskie                                                |
| Okręgowy Urząd Miar nr 4 w Poznaniu     | Poznań    | - Gniezno - Kalisz - Konin - Leszno - Piła                        | woj. wielkopolskie                                                          |
| Okręgowy Urząd Miar nr 5 w Katowicach   | Katowice  | - Bielsko-Biała - Bytom - Częstochowa - Rybnik                    | woj. śląskie                                                                |
| Okręgowy Urząd Miar nr 6 w Gdańsku      | Gdańsk    | - Chojnice - Elbląg - Gdynia - Kętrzyn - Olsztyn - Słupsk - Tczew | woj. pomorskie i część woj. warmińsko-mazurskiego                           |
| Okręgowy Urząd Miar nr 7 w Łodzi        | Łódź      | - Kielce - Łowicz - Piotrków Trybunalski - Zduńska Wola           | woj. łódzkie i świętokrzyskie                                               |
| Okręgowy Urząd Miar nr 8 w Bydgoszczy   | Bydgoszcz | - Brodnica - Grudziądz - Inowrocław - Toruń - Włocławek           | woj. kujawsko-pomorskie                                                     |
| Okręgowy Urząd Miar nr 9 w Szczecinie   | Szczecin  | - Gorzów Wielkopolski - Koszalin - Stargard - Zielona Góra        | woj. zachodniopomorskie i lubuskie                                          |
| Okręgowy Urząd Miar nr 10 w Białymstoku | Białystok | - Ełk - Ostrołęka - Suwałki                                       | woj. podlaskie, część woj. mazowieckiego i część woj. warmińsko-mazurskiego |